# Bethel Island
Bethel Island é uma Região censo-designada localizada no Estado americano da Califórnia, no Condado de Contra Costa.

## Geografia
A área total da cidade é de 13,3 km², sendo tudo coberto por terra.

## Demografia
De acordo com o censo de 2000, a densidade populacional é de 173,7/km² entre os 2312 habitantes, distribuídos da seguinte forma:
- 90,10% caucasianos
- 1,43% afro-americanos
- 0,99% nativo americanos
- 0,95% asiáticos
- 0,09% nativos de ilhas do Pacífico
- 2,90% outros
- 3,55% mestiços
- 8,78% latinos

Existem 605 famílias na cidade, e a quantidade média de pessoas por residência é de 2,08 pessoas.

## Localidades na vizinhança
O diagrama seguinte representa as localidades num raio de 16 km ao redor de Bethel Island. 